# Карма
Карма (санскрит: कर्म kármaⓘ, пали: kamma; чин, дело) је појам индијске филозофије који означава неумољиво и неизбежно сазревање сваког нашег хтења или чина, односно свако делање које покреће ланац узрока и последица. Карма држи човека у вечном току збивања (самсара), који се сматра извором патње и из којег се тражи ослобођење (мокша).
У хиндуизму, карма значи неумољиви закон расподеле живота и животних вредности путем деловања збира добрих и лоших дела у претходном животу или животима. Карма је мерило моралности и деловање одговорности. У сваком следећем животу наша ситуација ће бити онаква какву смо у претходном заслужили. Невидљива сила која се ослобађа из карме назива се adrsta.
Постављање закона карме је вратило човеку одговорност; његова судбина више није зависила само од воље и ћуди богова, а његов живот, растерећен самовољних божанских заповести, нашао је у самом себи водича и достојанство.
У будизму карма има донекле другачију улогу него у хиндуизму, будући да нема трајног субјекта (аната).

## Закон карме
Закон карме се не намеће споља, он је положен у самој нашој природи. Суштина закона карме је да свако биће сноси последице сопствених дела. Тако је делање истовремено испољавање воље и узрок условљености субјекта. Дело (санскрит: карма) тако постаје „закон чијем се дејству не може избећи". Свако биће наслеђује сопствена дела, настављајући са чињењем нових дела, чије ће последице осетити касније. Збир човекових дела одређује његов садашњи и будући живот, а садашњи живот и карактер одређени су делима извршеним у пређашњем животу. Закон „дозревање плодова“ се не ограничава на један живот, него је основ вере у препорађање.
Тако је карма покретна снага моралног детерминизма у индивидуалном животу, а такође и општег узрочног збивања у свемиру. Закон карме је општи закон који се примењује и на људе и на богове, биљке и животиње.

## Карма у хиндуизму
У древној индијској мисли је било поборника апсолутног детерминизма, по којима је свака наша делатност узалудна, јер се све дешава услед судбоносне предодређености. Апсолутном детерминизму супротставља се концепт карме, закона моралног каузалитета. Тако схваћена, карма више нема значење ритуалног или магијског чина. Она је нешто сасвим друго, нешто што поседује моралну вредност, тајна о којој расправљају Јађнавалкја и Артабхага:
Према хиндуистичком учењу, свако биће након смрти реинкарнацијом прелази у друго тело, у складу са законом карме. Карма је узрочни закон космичког збивања, јер су не само појединци него и светови, укључујући и божанства, подређени вечном закону бескрајног настајања и пропадања. Снага дела је изнад моћи богова. Ово се уверење развило из увида у космичку законитост (рита) у раним ведским химнама. Брамански свештеници прогласили су затим везаност богова да се покоре ритуалним делима које прописно изврше жртвени свештеници.

## Карма у ђаинизму
Учење о карми је један од темеља ђаинистичке филозофије. Ђаине схватају карму као материјалну силу, атомске честице које одређују последицу којој теже. Ђаини верују да је у овом свету душа (ђива) везана огромном количином суптилне материје зване карма. Када душа дела, оближњи делићи материје приањају уз њу као што се зрнца прашине лепе на масну кожу. Ови делићи материје бивају асимиловани од душе и преносе се из живота у живот. То се кружно одвија током циклуса рађања у виду разних обличја, све док се не обустави стварање нових веза.
Ђаини сматрају да је веза душе и твари стварна, иначе би ђива, најлакша од свих супстанци, одлетела. Тако је за ђаине карма материјална, и састоји се од атома. Ђаине су марљиво сачиниле пописе у којима се спецификује колико атома последице, каквог ентитета и квалитета, потиче од узрока овог или оног чина. Карма је телесна материја, сачињена од тананих елемената који се стежу око ђиве и заробљавају је, дајући јој и једну посебну боју.
Пошто је присуство кармичке материје у души узрок рађања и умирања, ђива се мора ослободити карме. Уплив кармичке материје зауставља се развојем чистих мисли и дела, а количина већ постојеће карме се троши практиковањем подвижништва. Када се карма потпуно уништи душа бива слободна. У ђаинизму је циљ сваког појединца да постигне ово савршено и природно стање душе сопственим напором. Ђаини тврде да ослобођење душе од кармичке везаности потпуно зависи од сопствених дела а не од утицаја божанског бића.
Осам је сила које се супротстављају ослобађању од карме. То су, прво, оне које ометају виђење ствари (darsanavaraniya), а саме проузрочују појаву других сила, које производе доживљаје задовољства и бола (vedaniya). Тако се зачињу нагони који помућују људске способности (mohaniya), а од њих потичу рефлекси који предодређују различите врсте тела за која се душа може везати (namakarma). Тако настају силе које одређују трајање живота (ayuh-karma) и силе од којих ће зависити порекло појединца (gotra-karma), чиме се спречава узношење душе и омета њена енергија (antaraya-karma). Све ове силе се поново сједињују у кармичком телу (karmašarira). Појединац се сели из живота у живот и одговоран је за своју судбину, истовремено је одређујући и подносећи. Игром ових осам сила настаје и одржава се везаност ђиве у материји.

## Карма у будизму
Карма или кама (пали: kamma) је један од најважнијих будистичких појмова. Будистичко учење о карми нарочито истиче вољни моменат. Штавише, у стварању карме намера има већи значај од самог делања. Готама Буда је говорио:
Воља јесте та коју називам делом. Пожелевши нешто, човек делује путем тела, говора или ума. Постоје дела које дозревају у току живота, које дозревају у животињском свету, свету људи и у небеском свету. Плодови су троструки: они који дозревају у току живота, они који дозревају у будућим, новим рођењима и они који дозревају у току непрекидних рођења.— (А. VI 63)
Свака радња, добра или рђава, извире из ума и оставља утисак у уму. Воља коју карактеришу жудња (lobha), мржња (dosa) и заблуда (moha), узрокује лошу карму, док она коју карактерише несебичност (alopha), благонаклоност (adosa) и незаблуделост (amoha), ствара добру карму. На пример, ако неко ненамерно згази мрава, то се не одражава на ум. Али ако га неко намерно згази, то оставља траг у уму. Негативни садржаји ума неизбежно воде патњи, за коју се сматра да истиче из стања ума. Карма даље утиче на наше склоности и наш доживљај стварности. На пример, ратоборна особа ће се у многим случајевима осећати увређена и бесна, док ће смирена особа избећи такве емоције. На тај начин карма одређује наше искуство, а нашим мислима, речима и делима сејемо семе будућих искустава.
Тако, пут кратког живота чини људе кратковечним, пут дугог живота чини људе дуговечним; пут болести чини људе болесним, пут здравља чини људе здравима; пут ружноће чини људе ружнима, пут лепоте чини људе лепима; пут безначајности чини људе безначајнима, пут угледа чини људе угледнима; пут сиромаштва чини људе сиромашнима, пут богатства чини људе богатима; пут ниског порекла доноси људима ниско порекло, пут племенитог порекла доноси људима племенито порекло; пут глупости чини људе глупима, пут мудрости чини људе мудрима ... Бића су власници своје карме, наследници карме, карма им је наслеђе, карма им је својство, карма им је дом. Карма је та која бића дели на подређена и надређена.— Сидарта Гаутама
Међутим, карма не значи предодређеност, пошто је појединац слободан да дела у оквиру саме ситуације настале услед његове карме. Кармичке последице, и добре и лоше, покрећу условно настајање, које људе задржава у току самсаре. Последице карме се могу искусити током живота делатног субјекта, или у неком од наредних живота. Међутим, према будистичком учењу о несопству, не постоји трајно сопство или душа која наставља да живи. Након смрти продужује да постоји само карактер, па једино заиста бесмртно у човеку јесу његова дела. Постоје само појаве које непрекидно функционишу, будући да су повезане ланцем узрока и последица. Човек се из овог тока може избавити путем спознаје, након чега тежи исцрпљивању карме, што води ослобођењу.
Постоји тамна карма са тамним последицама, постоји сјајна карма са сјајним последицама, постоји тамна-и-сјајна карма са тамним-и-сјајним последицама и постоји карма која није ни тамна ни сјајна са ни-тамним-ни-сјајним последицама, која води до исцрпљивања карме.— Сидарта Гаутама
Будагоша, утицајни учитељ и монах из 5. века, у својим стиховима је сажео будистичко учење о карми. Он прво поставља питање: "Ко је починилац карме? Ко жање плод карме? Да ли карма обликује ум?" Након тога одговара: "Нема починиоца ко дело чини; Нит' има оног ко последице трпи; То само састојци круже и премештају се; То је заиста прави увид!"